# Radio Castricum105
Radio Castricum105 is een publiek lokaal radiostation dat valt onder Stichting Omroep Castricum met als doel het verzorgen van lokale radioprogramma’s voor de gemeente Castricum. De uitzendingen worden verzorgd vanuit de studio’s vanuit Cultureel Centrum Geesterhage in Castricum.

## Ontvangst
De uitzendingen zijn in de regio in stereo te beluisteren via de etherfrequentie 105.0FM en op twee frequenties, namelijk 104.5FM voor Bakkum en Castricum en 89.0FM voor Akersloot, Limmen en De Woude.
Castricum105 zendt ook uit op televisie met het kanaal C-TV.

## Castricumse Sportkampioenen
Een jaarlijks terugkerend project is het item Castricumse Sportkampioenen. Radio Castricum105 organiseert in februari in samenwerking met de gemeente een jaarlijkse huldiging van de Castricumse Sportkampioenen. Met de verkiezingen wordt de aandacht gevestigd op sport in het algemeen en de prestaties van enkele Castricumse sporters in het bijzonder. De sportverkiezing is een samenwerking van gemeente Castricum, Stichting Sociaal Carnaval, Radio Castricum105 en C-TV.